# وستفیر (اورگن)
وستفیر (به انگلیسی: Westfir) شهری در شهرستان لانه ایالت اورگن است و در سرشماری سال ۲۰۱۱ میلادی، ۲۵۳ نفر جمعیت داشته که نسبت به سال ۲۰۱۰، ۰٫۷۹ درصد رشد جمعیت داشته‌است.

## موقعیت جغرافیایی
موقعیت جغرافیایی شهرها و مناطق اطراف به شرح زیر است: